# Гамер (Айдахо)
Гамер (англ. Hamer) — місто в окрузі Джефферсон, штат Айдахо, США. Є частиною агломерації Айдахо-Фоллс. Згідно з переписом 2010 року населення становило 48 осіб, що на 36 осіб більше, ніж 2000 року.

## Географія
Гамер розташований за координатами 43°55′36″ пн. ш. 112°12′20″ зх. д. / 43.92667° пн. ш. 112.20556° зх. д. (43.926724, -112.205649).  За даними Бюро перепису населення США в 2010 році місто мало площу 0,49 км², уся площа — суходіл.

## Демографія

### Перепис 2010 року
За даними перепису 2010 року, у місті проживало 48 осіб у 13 домогосподарствах у складі 10 родин. Густота населення становила 97,5 ос./км². Було 16 помешкань, середня густота яких становила 35,5/км². Расовий склад міста: 72,9% білих, 6,3% азіатів, а також 20,8% людей, які зараховують себе до двох або більше рас. Іспанці та латиноамериканці незалежно від раси становили 12,5% населення.
Із 13 домогосподарств 46,2% мали дітей віком до 18 років, які жили з батьками; 69,2% були подружжями, які жили разом; 7,7% мали господиню без чоловіка, і 23,1% не були родинами. 23,1% домогосподарств складалися з однієї особи, у тому числі 15,4% віком 65 і більше років. У середньому на домогосподарство припадало 3,69 мешканця, а середній розмір родини становив 4,50 особи.
Середній вік жителів міста становив 22 роки. Із них 47,9% були віком до 18 років; 2,2% — від 18 до 24; 14,7% від 25 до 44; 18,8% від 45 до 64 і 16,7% — 65 років або старші. Статевий склад населення: 47,9% — чоловіки і 52,1% — жінки.
Середній дохід на одне домашнє господарство  становив 52 347 доларів США (медіана — 44 583), а середній дохід на одну сім'ю — 53 681 долар (медіана — 50 000). За межею бідності перебувало 0,0 % осіб, у тому числі 0,0 % дітей у віці до 18 років та 0,0 % осіб у віці 65 років та старших.
Цивільне працевлаштоване населення становило 23 особи. Основні галузі зайнятості: роздрібна торгівля — 39,1 %, освіта, охорона здоров'я та соціальна допомога — 21,7 %, будівництво — 13,0 %, сільське господарство, лісництво, риболовля — 8,7 %.

### Перепис 2000 року
За даними перепису 2000 року, у місті проживало 12 осіб у 4 домогосподарствах у складі 4 родин. Густота населення становила 23,2 ос./км². Було 4 помешкання, середня густота яких становила 7,7/км². Расовий склад міста: 41,67% білих, 50,00% інших рас і 8,33% людей, які зараховують себе до двох або більше рас. Іспанці та латиноамериканці незалежно від раси становили 50,00% населення.
Із 4 домогосподарств 25,0% мали дітей віком до 18 років, які жили з батьками; 100,0% були подружжями, які жили разом. У середньому на домогосподарство припадало 3,00 мешканця.
Віковий склад населення: 16,7% віком до 18 років, 25,0% від 18 до 24, 25,0% від 25 до 44, 8,3% від 45 до 64 і 25,0% років і старші. Середній вік жителів — 28 року. Статевий склад населення: 66,7 % — чоловіки і 33,3 % — жінки.
Середній дохід домогосподарств у місті становив $24 167, родин — $24 167. Середній дохід чоловіків становив $23 750 проти $11 250 у жінок. Дохід на душу населення в місті був $13 280. Жоден із жителів не перебував за межею бідності.